# زياد الخصاونة
زياد الخصاونة هو محامي أردني ترأس فريقًا مكونًا من أكثر من ثلاثة آلاف محامي دفاع عن الرئيس العراقي السابق صدام حسين. استقال من منصبه كرئيس لفريق الدفاع في 7 يوليو 2005، بعد خلاف مع ابنة صدام حسين رغد. عام 2010 ترشح للانتخابات النيابية في الاردن.